# Siata Spring

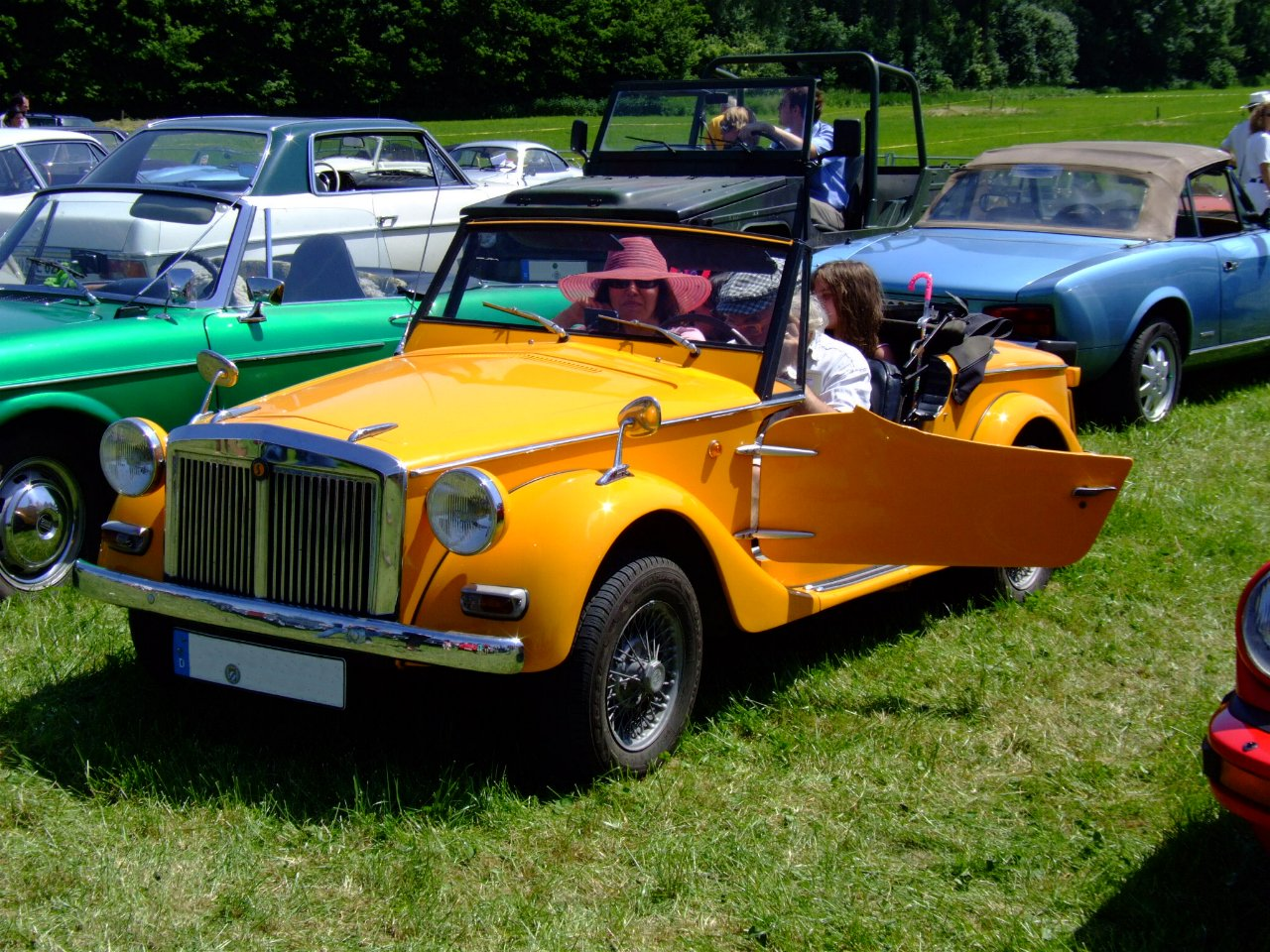
Siata Spring

De Siata Spring is een kleine 2 zits cabriolet door de firma Siata op basis van de Fiat 850 tussen 1967 en 1970 gebouwd.
Deze cabriolet, als « Pop auto », volgt de mode van het einde van de jaren 60 en is dan door de stijl van de jaren 30 geïnspireerd (Britse cabriolets of Alfa Romeo).
Het aantal gebouwde exemplaren wordt rond de 3.000 geschat.
Na 1970, het einde van de activiteiten van Siata, zou het model door de firma Orsa (tot 1975) en ook Seat (tot 1976 ?) worden gebouwd.